# Bach - Il miracolo della musica
Bach - Il miracolo della musica è un film del 2024 diretto da Florian Baxmeyer e basato sulla vita del compositore tedesco Johann Sebastian Bach.

## Trama
Il film è ambientato nel 1734, quando Bach doveva comporre il famoso Oratorio di Natale e veniva osteggiato dal consiglio comunale di Lipsia per scrivere musica vanagloriosa e lasciva.
Egli però, supportato da tutta la sua famiglia, riesce a portare a termine la sua grande opera.